# Iridiumacetylacetonat
Iridiumacetylacetonat ist eine chemische Verbindung des Iridiums aus der Gruppe der Acetylacetonate.

## Gewinnung und Darstellung
Iridiumacetylacetonat kann durch Reaktion von Iridium(III)-hydroxid oder Iridium(III)-chlorid mit Acetylaceton gewonnen werden.

## Eigenschaften
Iridiumacetylacetonat ist ein oranger Feststoff, der praktisch unlöslich in Wasser ist. Er besitzt eine monokline Kristallstruktur mit der Raumgruppe P21/b (Raumgruppen-Nr. 14, Stellung 4).

## Verwendung
Iridiumacetylacetonat wird als Photoreduktionsmittel, als Ausgangsstoff für die Herstellung von Ir-C-Dünnschichten und als Katalysator für die Hydrierung von schwefelhaltigen Verbindungen verwendet. Es wird auch in verschiedenen Katalysereaktionen in der organischen Synthese eingesetzt, einschließlich Kohlenstoff-Nanostrukturen.